# Подосинов, Александр Васильевич
Алекса́ндр Васи́льевич Подоси́нов (род. 10 апреля 1950, Верея, Московская область, СССР) — советский и российский филолог-классик и историк-антиковед. Доктор исторических наук (1998), профессор.

## Биография
После окончания средней школы в 1967 году поступил на филологический факультет МГУ, где специализировался по кафедре классической филологии. Под научным руководством В. Т. Пашуто в 1980 году защитил кандидатскую диссертацию «Произведения Овидия как источник по истории Восточной Европы и Закавказья». В 1998 году защитил докторскую диссертацию «Ориентация по странам света в архаических культурах Евразии».
Является главным научным сотрудником Института всеобщей истории РАН. С 2002 года работает в Центре антиковедения Института восточных культур и античности РГГУ. В 2008 году получил должность заведующего кафедрой древних языков исторического факультета МГУ. А. В. Подосинов также является координатором Российской ассоциации преподавателей древних языков и членом бюро Российской ассоциации антиковедов.
Находится в составе редколлегий ряда российских научных изданий: журналов «Вестник древней истории», «Древности Боспора», книжных серий «Древнейшие государства Восточной Европы», «Древнейшие источники по истории Восточной Европы», «Памятники исторической мысли» и др. Также состоит в составе редколлегий зарубежных изданий: журнала «Ancient West & East» и серии «Colloquia Pontica» (Бельгия). Является главным редактором журнала «Аристей. Вестник классической филологии и античной истории».
Основными научными интересами А. В. Подосинова являются исследование и издание античных источников по истории Восточной Европы, история античной географии и картографии. Занимается также написанием учебных материалов по латинскому языку для средней и высшей школы.

## Научные труды

### Монографии
- Подосинов А.В. Овидий и Причерноморье: Опыт источниковедческого анализа поэтического текста // Древнейшие государства на территории СССР. Материалы и исследования. 1983. — М.: Наука, 1984. — С. 8—178.
- Подосинов А. В. Рим. Боги и герои. — Тверь: Мартин; Полина, 1995. — 80 с.
- Подосинов А. В. Проблемы исторической географии Восточной Европы: античность и раннее Средневековье. — Lewiston; Queenston; Lampeter: The Edwin Mellen Press[англ.], 2000. (Russian Studies in World History and Culture. Vol. 2)
- Подосинов А. В. Символы четырёх евангелистов: их происхождение и значение. — М.: Языки славянских культур, 2000. — 176 с.
- Подосинов А. В. Ex oriente lux! Ориентация по странам света в архаических культурах Евразии. — М.: Языки русской культуры, 1999. — 720 с.
- Подосинов А. В. Куда плавал Одиссей. О географических представлениях греков архаической эпохи. — М.: Языки русской культуры, 2015. — 200 с.
- Podossinov A. V. Ovids Dichtung als Quelle für die Geschichte des Schwarzmeergebiets (XENIA. Konstanzer althistorische Vortrage und Forschungen, 19). — Konstanz, 1987.

### Статьи в журналах и вестниках
- Подосинов А. В. Античная картография: факты и проблемы // Вопросы истории. — 1998. — № 8. — С. 61—70.
- Подосинов А. В. Вновь найденная поздневизантийская карта мира // Византийский временник. — 2010. — Т. 69. — С. 230—247.
- Подосинов А. В. Ещё раз о происхождении имени города Керчь // Античный мир. Византия: К 70-летию профессора В. И. Кадеева. — Харьков: Бизнес-Информ, 1997. — С. 155—171.
- Подосинов А. В. Из истории античных географических представлений // Вестник древней истории. — 1979. — № 1. — С. 147—166.
- Подосинов А. В. Картографический принцип в структуре географических описаний древности (постановка проблемы) // Методика изучения древнейших источников по истории народов СССР. — М.: Наука, 1978. — С. 22—45.
- Подосинов А. В. Картография в Византии: к постановке проблемы // Византийский временник. — 1993. — Т. 54. — С. 43—48.
- Подосинов А. В. Куда плавал Одиссей? О географических представлениях греков в связи с путешествиями аргонавтов, Геракла и Одиссея // Аристей: Вестник классической филологии и античной истории. — 2012. — № 5. — С. 72—113.
- Подосинов А. В. О принципах построения и месте создания «Списка русских городов дальних и ближних» // Восточная Европа в древности и средневековье. — М., 1978. — С. 40—48.
- Подосинов А. В. Ориентация древних карт: с древнейших времен до раннего Средневековья // Вестник древней истории. — 1992. — № 4. — С. 64—74.
- Подосинов А. В. Путешествие по античной ойкумене: о принципах организации географического описания в «Хорографии» Помпония Мелы // Одиссей: человек в истории. 2009. Путешествие как историко-культурный феномен / Гл. ред. А. О. Чубарьян. — 2010. — С. 11—23.
- Подосинов А. В. Сведения Диона Хрисостома о варваризации Ольвии в I в. н. э. и данные археологии и эпиграфики // Аристей: Вестник классической филологии и античной истории. — 2012. — № 6. — С. 157—187.
- Podosinov A. V. Le royaume du Bosphore Cimmérien aux époques grecque et romaine: Un aperçu // Étudespontiques. Histoire, historiographie et sites archéologiques du basin de la mer Noire / Éd. par Pascal Burgunder (Étudesde letteres. 2901-2). — Lausanne, 2012. — P. 87—109.

### Статьи в сборниках
- Подосинов А.В. Античные и раннесредневековые представления о речных путях, соединяющих бассейны Балтийского и Черного морей // Древнейшие государства Восточной Европы. 2003. Мнимые реальности в античных и средневековых текстах. — М.: Восточная литература, 2005. — С. 192—208.
- Подосинов А.В. Гидрография Восточной Европы в античной и средневековой геокартографии // Джаксон Т. Н., Калинина Т. М., Коновалова И. Г., Подосинов А. В. «Русская река»: речные пути Восточной Европы в античной и средневековой географии. М.: Языки славянских культур, 2007. — С. 14—97.
- Подосинов А.В. Итоги и перспективы изучения античной литературной традиции как источника по истории Северного Причерноморья // Древнейшие государства Восточной Европы. 1996—1997. Северное Причерноморье в античности: Вопросы источниковедения. — М.: Восточная литература, 1999. — С. 3—6.
- Подосинов А.В. Литургическое движение в сакральном пространстве: Об античных истоках восточнохристианской обрядности // Иеротопия. Сравнительные исследования сакральных пространств / Ред.-сост. А. М. Лидов. — М.: Индрик, 2009. — С. 50—65.
- Подосинов А.В. Как Александр Македонский оказался на Дону? (Пространство пути и пространство карты) // Древнейшие государства Восточной Европы. 2009. Трансконтинентальные и локальные пути как социокультурный феномен. — М.: Индрик, 2010. — С. 264—284.
- Подосинов А.В. Как древний человек ориентировался в географическом пространстве // Джаксон Т. Н., Коновалова И. Г., Подосинов А. В. Imagines mundi: античность и средневековье. — М.: Рукописные памятники Древней Руси, 2013. — С. 15—129.
- Подосинов А.В. Карта и текст: два способа репрезентации географического пространства в античности и средневековье // Древнейшие государства Восточной Европы. 2006. Пространство и время в средневековых текстах. — М.: Русский Фонд Содействия Образованию и Науке, 2010. — С. 5—21.
- Подосинов А.В. Овидий в поэзии Мандельштама и Бродского: Парадоксы рецепции // Scripta Gregoriana. Сборник в честь 70-летия акад. Г. М. Бонгард-Левина. — М.: Наука, 2003. — С. 320—339.
- * Подосинов А.В. Таманский полуостров в античной картографии // Античное наследие Кубани: В 3 т. — М.: Наука, 2010. — Т. 1. — С. 373—386.
- Podossinov A.V. Am Rande der griechischen Oikumene: Geschichte des Bosporanischen Reiches // Das Bosporanische Reich: Der Nordosten des Schwarzen Meeres in der Antike / Hrsg.von J.Fornasier und B.Böttger. Main am Rhein. 2002 (Antike Welt. Sonderband) (Zaberns Bildbände zur Archäologie). S. 21-38.
- Podossinov A.V. Die antiken Geographen über sich selbst und ihre Schriften // Antike Fachschriftsteller: Literarischer Diskurs und sozialer Kontext / Hrsg. von M.Horster, Chr. Reitz. Stuttgart, 2003. S. 88-104.
- Podossinov A.V. Zur Ausrichtung antiker kultischer Umzüge // Die Landschaft und die Religion. Stuttgarter Kolloquium zur Historischen Geographie des Altertums 9. 2005 / Hrsg. von E.Olshausen und V.Sauer. Stuttgart, 2009. S. 240—257 (Geographica Historica, Band 26).

### Публикации переводов
- Древняя Русь в свете зарубежных источников: Хрестоматия / Под ред. Т. Н. Джаксон, И. Г. Коноваловой и А. В. Подосинова. — М.: Русский Фонд Содействия Образованию и Науке, 2009. — Т. I. Античные источники / Сост. А. В. Подосинов. — 352 с.
- Подосинов А. В. Агафемер. Очерк географии. Вступительная статья, перевод с древнегреческого и комментарий // Труды кафедры древних языков исторического факультета МГУ. Вып. 2. / отв. ред. А. В. Подосинов. М.: Индрик, 2009. С. 167—181.
- Подосинов А. В. Гекатей Абдерский. «О гипербореях». Введение, древнегреческий и латинский текст фрагментов // Труды кафедры древних языков исторического факультета МГУ. Вып. 3 / отв. ред. А. В. Подосинов. М.: Индрик, 2012. C. 146—185.
- Подосинов А. В. Восточная Европа в римской картографической традиции: Тексты, перевод, комментарий. — М., Индрик, 2002. — 488 с.; 16 илл. (увеличенный формат). — (Древнейшие источники по истории Восточной Европы). — 1200 экз. — ISBN 5-85759-174-0.
- Подосинов А. В. «Космография» Равеннского Анонима // Свод древнейших письменных известий о славянах. — М.: Восточная литература, 1995. — Т. II. — С. 401—405.
- Подосинов А. В. Певтингерова карта // Свод древнейших письменных известий о славянах. — М.: Восточная литература, 1994. — Т. I. — С. 63—80.
- Подосинов А. В. Произведения Овидия как источник по истории Восточной Европы и Закавказья: Тексты, перевод, комментарий. — М.: Наука, 1985. — 287 с. — (Древнейшие источники по истории народов СССР).
- Подосинов А. В. Франкская космография // Свод древнейших письменных известий о славянах. — М.: Восточная литература, 1995. — Т. II. — С. 398—400.
- Подосинов А. В., Скржинская М. В. Римские географические источники: Помпоний Мела и Плиний Старший: Тексты, перевод, комментарий. — М.: Индрик, 2011. — 502 с. — (Древнейшие источники по истории Восточной Европы).